# Монастир Каранталь
Монастир Спокус або Монастир Каранталь (грец. Μοναστήρι του Πειρασμού ; араб. دير القرنطل , Deir al-Quruntal) — грецький православний чоловічий монастир у Палестинській автономії розташований на території Західного берега річки Йордан, на північно-західній околиці Єрихона. Побудований на Горі Спокус на висоті 350 метрів над рівнем моря та ототожнюється з описаним в Євангеліях місцем спокус Ісуса Христа дияволом. На згадку цієї події і сам монастир і гора на якій він розташований отримали назву: Гора Спокус, Гобед Каранталь або Гора Каранталь.

## Історія
Вершина Гори Каранталь за часів Маккавеїв звалася Дук — спостережний пункт. На ній була твердиня в якій був вбитий Симон Маккавей — останній з Маккавеїв.
Перший монастир був побудований за часів Візантії у 6-му столітті нашої ери над печерою, де за християнською традицією,  Ісус Христос провів сорок днів і сорок ночей у пості і молитві та спокусах сатани . Місце розташоване приблизно в трьох кілометрах на північний-захід Єрихону і в декількох кілометрах від місця Хрещення Господнього у Віфаварі. Монастир отримав свою назву від гори, яку перші християни назвали «Гора Спокус». Монастир Спокус був визнаний Святою Оленою як одне з «святих місць» під час її паломництва у 326 р. н. е. У 630-х роках Палестина, в тому числі і Єрихон були завойовані арабами ісламського халіфа Умара ібн аль-Хаттаба. Коли хрестоносці відвоювали цю область у 1099 році, вони побудували дві церкви на цьому місці: одну в печері на пів-дорозі до скелі, а другу на вершині гори. Вони називали це місце «Mons Quarantana» (від Quaranta — сорок), тобто за кількістю днів перебування там Ісуса у пості.
Земельна ділянка, на якій побудований сучасний монастир, була придбана грецькою  Православною Церквою у 1874 році. У 1895 році монастир був побудований навколо печери з каплицею. Три православні ченці доглядають за монастирем та проводять відвідувачів. У 1998 році австрійсько-швейцарською компанією була побудована канатна дорога довжиною 1300 метрів для туристів з Тель-Султану Єрихону до рівня монастиря.